# Mucc
MUCC (ムック , Mukku?) är ett japanskt rockband som bildades i Ibaraki prefektur 1997. Bandets spelar en form av rockmusik influerad av många skilda stilar, såsom metal, jazz, funk, pop och electro. Namnet MUCC, som bestämdes av gitarristen Miya, kommer ursprungligen från det japanska barnprogrammet Ponkickies. Bandet är även känt under namnet 69, då "sexnio" kan uttalas "muku" på japanska. Därav är också den 9 juni "MUCC-dagen" eftersom det är den 6/9 enligt japanskt datumformat.
De fyra medlemmarna Tatsurou, Miya, Yukke och Satochi har vunnit stora framgångar med bandet som idag är ett av de mer etablerade på den japanska rockscenen. MUCC är också ett av de japanska band som exponerats mest för västerländsk publik. Flera av deras album har släppts i såväl Europa som USA och bandet har bland annat flera gånger turnerat i USA och i ett flertal länder i Europa.

## Historik

### 1997-2002: Indieåren
Bandet grundades 1997 i Ibaraki i Japan under namnet MUCC. Medlemmarna var då Tattoo, Miya, Hiro och Satochi som alla hade gått i samma gymnasieskola. Efter småspelningar runt om i Tokyos kärna och framför allt på den lilla klubben Mito lighthouse blev de bekanta med bandet Cali≠Gari, som fattade tycke för dem och skrev kontrakt med dem på sitt eget skivbolag, Misshitsu neurose. De följande åren släppte MUCC flera demokassetter i ytterst begränsade utgåvor. 1999 lämnade basisten Hiro bandet och ersattes med den nuvarande basisten Yukke, en barndomsvän till Miya. I december samma år släpptes deras första CD-album, Antique i 1 000 numrerade exemplar. Denna skiva kan anses vara stommen till den fortsatta utvecklingen av bandets sound.
År 2000 intervjuades bandet för första gången i den månatliga tidningen Fool's Mate. Tattoo övergav nu sitt artistnamn för sitt födelsenamn, Tatsurou, och bandets namn byttes officiellt till ムック (Mukku). Den 9 juni släpptes deras första singel, Shoufu/Hai, och en nyutgåva av Antique – även dessa i ytterst få exemplar.
I januari 2001 gav MUCC ut sitt första fullängdsalbum, Tsuuzetsu. En remixad version, kallad Tsuuzetsu ~inshouchigai~, släpptes i juni samma år. Ett par singlar, Akaban och Aoban, släpptes i juli och minialbumet Aishuu med nyinspelningar från bandets demokassetter i december. Under 2001 hade Cali≠Gari börjat skörda riktigt stora framgångar och kunde inte längre tillgodose sin växande fanskara via Misshitsu neurose, och skivbolaget övergavs 2002 för ett så kallat "major label". MUCC, som vid den här tiden ännu var förhållandevis okända, grundade sitt eget skivbolag Shu (朱) under Danger Crue Entertainment. I februari 2002 släpptes en ny singel, Fu wo tataeru uta, och i samma veva grundades också en officiell fanklubb, Shuu no to (朱ゥノ吐). Den 6 september släpptes deras andra fullängdsalbum Houmura uta i 20 000 exemplar, deras största upplaga hittills. Den första utgåvan av albumet sålde snabbt slut, och en andra upplaga lanserades den följande månaden. Detta album inkluderade deras första musikvideo, "Zetsubou".

### 2003-2004: Genombrott och sammanbrott
Efter framgångarna med Houmura uta hade intresset för bandet blivit enormt, och med singeln Waga, arubeki Basho, släppt i maj 2003, var succén ett faktum. Det efterföljande albumet Zekuu som kom ut den 3 september, och samtliga album efter det, finansieras och släpps av Universal Music, men Shu är fortfarande delaktigt. På julafton 2003 släpptes ett hyllningsalbum för det legendariska japanska punkrockbandet Boøwy (1979-1988) till vilket MUCC spelade in en coverversion av låten "Kisetsu ga kimi dake wo kaeru".
Med ökad popularitet följde också problem för bandmedlemmarna och flera inre konflikter splittrade bandet. De var också rädda för att bli alltför kommersiella och i några av sina texter protesterade de mot hur de var tvungna att uppföra sig på grund av sin popularitet. MUCC:s depressiva och arga texter nådde sin kulmen i och med albumet Kuchiki no tou som släpptes den 1 september 2004. Albumet tar upp teman som förräderi, skuld och försoning och speglar konflikterna inom bandet. I texten till "Mikan no kaiga" sörjer Miya över bandets krossade drömmar och i "Monochrome no keshiki" och albumets sista låt, "Kuchiki no tou", sjunger Tatsurou om sina skuldkänslor för problemen inom MUCC. "Vi är färdiga med att skriva musik med uteslutande negativa och deprimerande teman. Med Kuchiki no tou har vi nått vår gräns i den riktningen" sade Miya i en intervju efter lanseringen. Han markerar också att bandet lagt sina problem bakom sig och att de inte tänker spela albumets final "Kuchiki no tou" live igen: "Vi vill inte se tillbaka på vårt förflutna och det finns ingen anledning att spela den låten en gång till". I slutet av oktober samma år släpptes en liveversion av albumet.

### 2005-2006: "En ny sida av MUCC"
Efter Kuchiki no tou slutade bandet, som Miya sagt, att skriva enbart depressiv musik. De tre singlar som släpptes under 2005 gav en försmak av den nya stil bandet presenterade på albumet Houyoku, släppt den 23 november. Houyoku visade enligt Miya "En ny sida av MUCC", en sida som både var lugnare och mer melodisk. I augusti samma år spelade MUCC för första gången i Europa, under ett par konserter i Tyskland och Frankrike, däribland en på Wacken Open Air – världens största heavy metal-festival.
I början av 2006 släpptes singeln Gerbera och DVD:n Tonan no Houyoku som var en liveversion av Houyoku. Den 26 april gavs bandets sjätte album 6 ut och den 24 maj släpptes singeln Ryuusei samtidigt som bandet var på sin andra Europaturné, även denna gång i Tyskland och Frankrike. De gjorde dessutom två spelningar på animekonventet Otakon i Baltimore i USA det året. Två singlar med brett skilda stilar släpptes senare i augusti och november och återfinns båda på albumet Gokusai, utgivet den 6 december. 2006 var ett väldigt experimentellt år för MUCC och detta visades tydligt på den nya skivan. Gokusai är en blandning av MUCC:s äldre sound och vitt skilda musikstilar som pop, ska och jazz.

### 2007: Jubileumsåret
2007 återvände MUCC till Europa igen och spelade för första gången i Sverige, närmare bestämt på Fryshuset i Stockholm den 19 mars. Under turnén besökte de även Tyskland och Frankrike, och för första gången Storbritannien, Finland och Schweiz. Den 21 mars släpptes singeln Libra, en vecka senare livealbumet Psychedelic analysis och i maj singeln Flight.

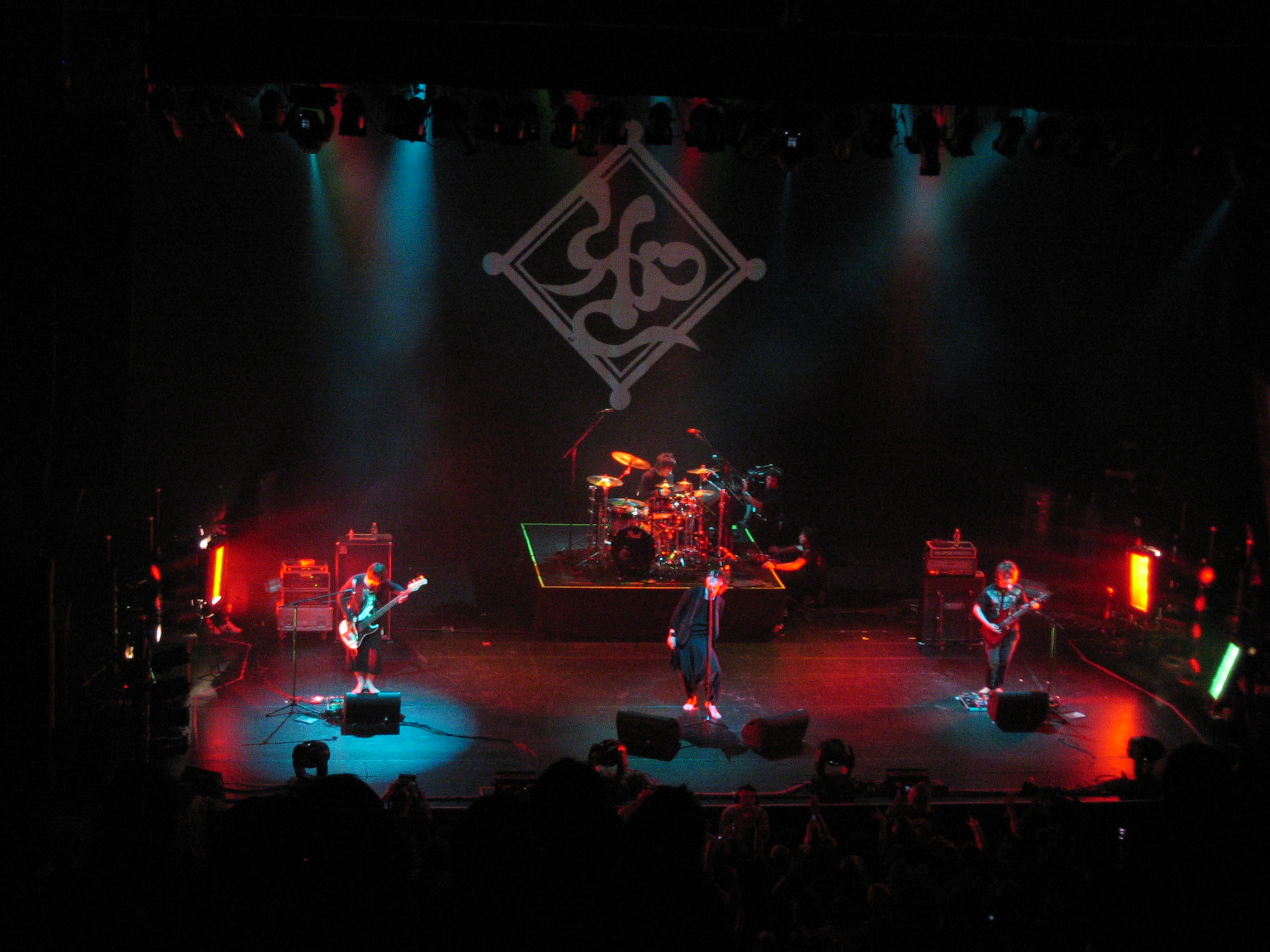
MUCC under ett uppträdande i Los Angeles den 26 maj 2007.

2007 firade MUCC tioårsjubileum. Detta uppmärksammades bland annat med jubileumsturnén "History of Muck" som startade i slutet av april och avslutades i juni med tre storkonserter, varav en direktsändes över Internet. Den 6 juni släpptes dessutom de två samlingsalbumen Best of MUCC och Worst of MUCC som samlade ett knappt decennium av bandets musik. Bandet besökte även Finland igen och spelade på festivalen Provinssirock samma månad. I juli var MUCC förband till Guns N' Roses vid fem spelningar under deras japanturné, något som gav alla medlemmar en oförglömlig upplevelse – kanske främst i negativ bemärkelse. Under den första spelningen på Makuhari messe den 14 juli buades MUCC ut av delar av Guns N' Roses-fansen och en del av dem kastade in flaskor på scenen. MUCC slutförde trots omständigheterna öppningsnumret och gick av scenen till ljudet av lättade rop och buanden från publiken. Guns N' Roses var dock försenade på grund av en tyfon och MUCC tvingades göra ett extranummer. När bandet gick upp på scen igen till ännu mer burop och beklagande skrik tillbad Tatsurou publiken "Jag är ledsen, men istället för bakgrundsmusik, stå ut med oss ett tag till!" innan han och resten av bandet påbörjade extranumret.
Den 31 oktober släppte bandet singeln Fuzz och titelspåret återfinns även på ljudspåret till den amerikanska långfilmen Cloverfield som hade premiär i januari 2008. MUCC spelade också in en cover av bandet Luna Seas låt "Dejavu" till hyllningsalbumet Luna Sea Memorial Cover Album -Re:birth-, som släpptes den 19 december 2007. På skivan medverkar också flera andra kända japanska artister, däribland banden Abingdon boys school, High and Mighty Color och Merry.

### 2008-2009: Turnerande i Europa och USA
Med start den 29 februari gjorde MUCC 34 spelningar under USA-turnén Taste of Chaos 2008 tillsammans med bland andra Atreyu, Avenged Sevenfold och Bullet for My Valentine. Under turnén spelade bandet för första gången flera nya låtar från sitt kommande album Shion, som spelats in i början av året. Samtidigt som bandet turnerade i USA släpptes albumet i Japan den 26 mars. Den 4 maj hade MUCC en spelning på tvådagarsfestivalen Hide memorial summit som hedrade X Japans avlidne gitarrist Hideto Matsumoto. MUCC gjorde sin andra spelning i Sverige den 6 juni, på Sweden Rock Festival. Konserten lockade en relativt liten publik, men Göteborgs-Postens Bella Stenberg hyllade spelningen som festivalens bästa. När albumet Shion senare släpptes i Europa och Sverige den 1 juli recenserades det med fyra av fem fyrar i Göteborgs-Posten.
I slutet av augusti släpptes singeln Ageha som producerats av L'Arc~en~Ciel-gitarristen Ken Kitamura. Den nya singeln premiärspelades live när MUCC medverkade i Taste of Chaos Europaturné med början i Tilburg i Nederländerna den 8 oktober. MUCC besökte, tillsammans med bland andra Atreyu och As I Lay Dying, också Hamburg, Köpenhamn, Stockholm (där de spelade på Arenan) och Antwerpen, men turnéns fokus låg i Storbritannien där man gjorde 14 stopp över hela landet. I samband med englandsbesöket släpptes Shion i en begränsad specialutgåva i Storbritannien. Samma utgåva släpptes följande månad också i USA, där MUCC spelade i New York och Los Angeles i början av december.
Den 4 mars 2009 släppte MUCC albumet Kyuutai i Japan. Albumet nådde en tolfteplats på den inhemska topplistan Oricon efter ett ha sålts i drygt 16 000 exemplar. Det är bandets hitintills högsta placering på albumförsäljningslistan. En dryg månad efter releasen i Japan släpptes Kyuutai även i Europa.

## Stil och genre
Sedan starten 1997 har MUCC hela tiden utvecklat sitt sound och rört sig mellan såväl hårdrock, metal och pop som jazz, punk, ska, blues, funk och 1950-talsrock. Bandets många stilbyten och genreexperiment har gjort det svårt att kategorisera deras musikstil under en genre, men den brukar vanligtvis beskrivas som en form av experimentell rock eller alternativ metal. Ibland kategoriseras MUCC också under den japanska subgenren angura kei. I en intervju i Svenska Dagbladet, publicerad 20 april 2007, beskrivs bandets musik som en blandning av melodiska rockmelodier, metalriff och funk. I intervjun uppger också bandet inhemska rockband från 70-talet som sin viktigaste influens. Sedan 2005 har bandets musik förändrats och delvis blivit mer popinspirerad, men innehåller fortfarande rockiga undertoner och starka metalinfluenser. I och med singeln Fuzz från 2007 introducerade MUCC också element av elektronisk musik i sin redan breda repertoar.
Bandets musik och sångtexter skrivs till största delen av Miya och Tatsurou. Alla deras texter är skrivna på japanska, även om vissa låttitlar är lånord från andra språk. De tar upp levnadsproblem och starka känslor som ofta grundar sig i problem de haft i sin ungdom eller upplevelser som skakat dem, enligt Tatsurou skrev han till exempel texten till "Panorama" som en reaktion till splittringen av bandet La Vie en Rose. I äldre album tog MUCC upp mörka och smärtsamma ämnen i sina texter, såsom utanförskap, förtvivlan, hat och rädsla, men i takt med att deras musik bytte karaktär ändrades också budskapen i texterna. I och med senare skivor har texterna inte längre en lika aggressiv utstrålning men behandlar fortfarande samma ämnen, om än djupare än i bandets ungdom. Nedan följer ett exempel på MUCC:s depressiva texter från låten "Zetsubou" från Houmura uta:
| ”      | Jag är trött på att höra saker som 'Drömmar besannas någon dag' Ni hycklare som pratar så lättsinnigt om 'Hopp' kan dö Vad ska jag önska när inget existerar förutom 'Ensamhet'? Vad ska jag söka när inget existerar förutom 'Förtvivlan'?" | „ |
| – Miya | |   |

Deras visuella utförande har också ändrats under åren, från att vara ett renodlat visual kei-band uppträder de nu oftast osminkade och utan enhetliga utstyrslar. MUCC är trots det fortfarande kända för sin så kallade "Zombie-sminkning", där området runt ögon och mun målades svart eller mörkt lila.

## Medlemmar
Liksom de flesta japanska musikartister omnämns medlemmarna uteslutande med sina artistnamn. 
- Tatsurou (逹瑯) – sång, munspel
- Miya (ミヤ) – gitarr, körsång
- Yukke – bas

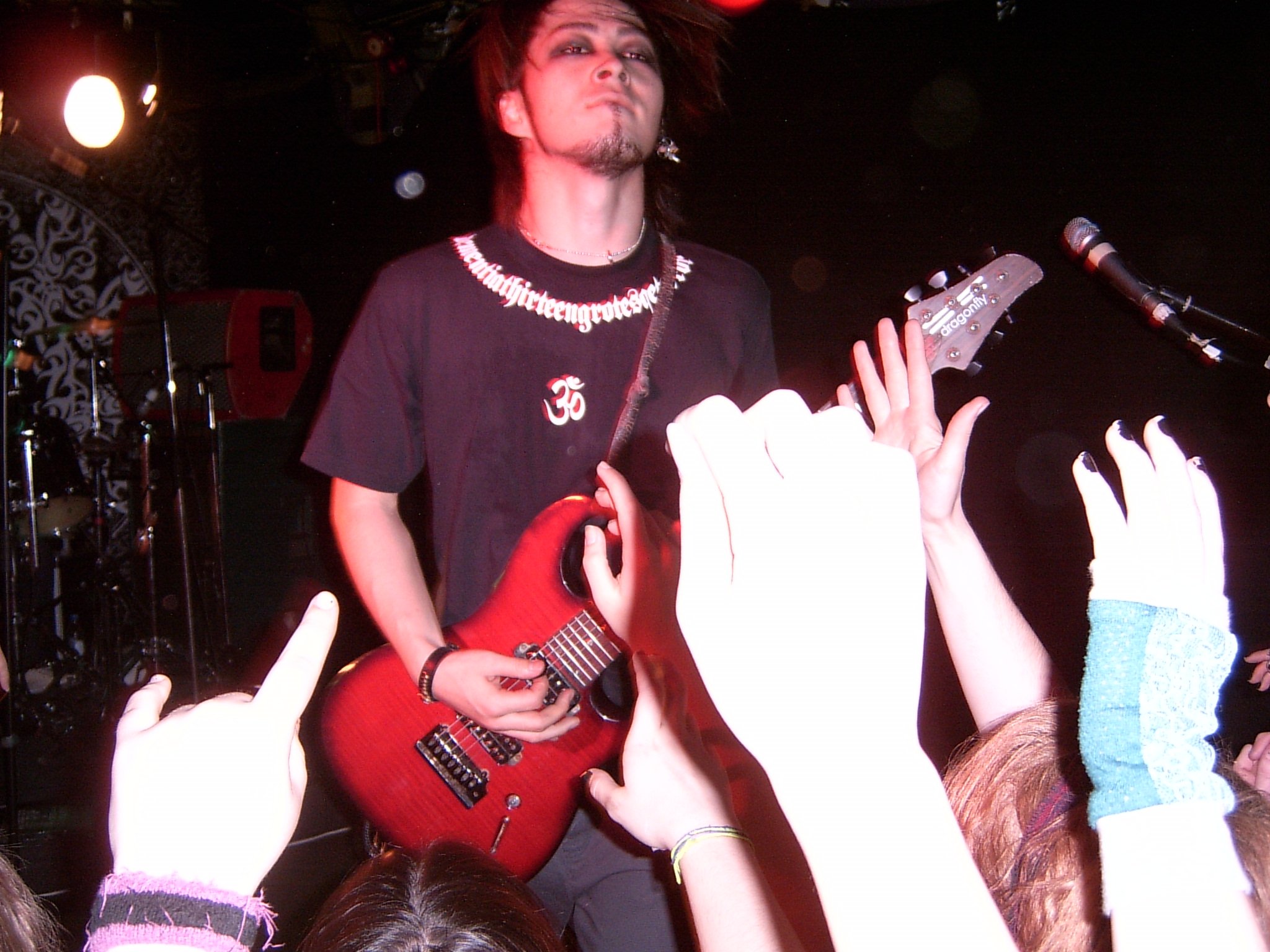
Gitarristen Miya under en konsert i London den 18 mars 2007.

Yusuke Fukuno (福野優介 , Fukuno Yusuke?) föddes den 5 november 1979 i Ishioka och kom med i bandet i februari 1999 efter förfrågan från Miya. Han ersatte den förra basisten, Hiro, och hade sin första spelning med MUCC den 22 februari 1999. Utöver elbas spelar Yukke också kontrabas i några av bandets låtar. "Yukke" skrivs officiellt med versaler.
- Satochi (SATOち) – trummor
Satoshi Takayasu (高安悟史 , Takayasu Satoshi?), som han egentligen heter, är bandets trummis och barndomsvän till Tatsurou. Han bestämde sig för att bli musiker och satsa på trummor då en vän visade honom en video med bandet Luna Sea.[10] Liksom resten av bandets medlemmar är han också född i prefekturen Ibaraki år 1979, i staden Mito den 12 augusti närmare bestämt.

### Tidigare medlemmar
- Hiro – bas
Lämnade bandet i början av 1999.

## Diskografi
MUCC har nischat sig som ett av de mer produktiva banden på den japanska musikscenen, bara under 2006 släppte bandet två album, fyra singlar, ett coveralbum samt två DVD:er. Sedan skivdebuten i december 1999 har de släppt tio album, två minialbum, 25 singlar, två livealbum, fyra samlingsalbum och åtta DVD:er, varav flera dessutom släppts i olika ny- och specialutgåvor.

### Studioalbum
| År   | Titel                                                         | Listplacering* | Noteringar |
| ---- | ------------------------------------------------------------- | -------------- | --- |
| 2012 | Shangri-La (シャングリラ) - 28 november 2012 - Sony Music     | ?              | |
| 2010 | Karma (カルマ) - 10 oktober 2010 - Danger Crue                | 11             | - Släppt i en begränsad CD+DVD-utgåva samt en vanlig CD-utgåva. |
| 2009 | Kyuutai (球体) - 4 mars 2009 - Universal Sigma                | 12             | - Släppt i två begränsade CD+DVD-utgåvor samt en vanlig CD-utgåva. - Släppt i Europa den 24 april 2009 (CD+DVD). |
| 2008 | Shion (志恩) - 26 mars 2008 - Universal Sigma                 | 13             | - Släppt i Europa och i specialutgåva i Storbritannien och USA. |
| 2006 | Gokusai (極彩) - 6 december 2006 - Universal Sigma            | 22             | - Släpptes förutom i standardutgåva i tre begränsade versioner: 2CD, CD+DVD "A" och CD+DVD "B". - Släppt i Europa. |
| 2006 | 6 - 26 april 2006 - Universal Sigma                           | 29             | - Första albumet att släppas i både Japan och Europa. |
| 2005 | Houyoku (鵬翼) - 23 november 2005 - Universal Sigma           | 22             | - Släpptes i två begränsade versioner utöver standardversionen: 2CD och CD+DVD. - Släppt i Europa. |
| 2004 | Kuchiki no tou (朽木の灯) - 1 september 2004 - Universal Gear | 19             | - Släpptes utöver CD-versionen i två begränsade (10 000 ex.) CD+DVD-versioner: "Guld" och "Silver". - Släppt i Europa. |
| 2003 | Zekuu (是空) - 3 september 2003 - Universal Gear              | 17             | - Första albumet under Universal Music. - Släpptes i tre versioner: CD, 2CD (begränsad till 4000 ex.) och CD+DVD (begränsad till 9000 ex.). - Släppt i Europa.                                                                                                |
| 2002 | Houmura uta (葬ラ謳) - 6 september 2002 - Danger Crue         | 48 (3:e)       | - Förstaupplagan (2CD) var begränsad till 20 000 exemplar, en andra utgåva (endast CD) släpptes den 18 oktober 2002 och en tredje (2CD) begränsad till 6900 exemplar den 17 augusti 2004. - Släppt i Europa samt släppt i specialutgåva (CD+DVD) i Frankrike. |
| 2001 | Tsuuzetsu (痛絶) - 7 januari 2001 - Misshitsu neurose         | –              | - Första fullängdsalbumet. - Första och andra (17 juni 2001) utgåvan var begränsade till 5000 exemplar vardera, tredjeupplagan släpptes 10 juni 2002. |

*Avser högsta placeringen albumet uppnått på Oricons albumförsäljningslista.

### Minialbum
- Aishuu (哀愁) – 25 december 2001
- Antique (アンティーク) – 25 december 1999

### Samlingsalbum
| År   | Titel                                                                       | Listplacering* | Noteringar |
| ---- | --------------------------------------------------------------------------- | -------------- | --- |
| 2009 | Coupling worst (カップリング・ワースト) - 19 augusti 2009 - Universal Sigma | 32             | - Samlingsalbum med B-sidor och otillgängliga låtar från 2000 till 2005. |
| 2009 | Coupling best (カップリング・ベスト) - 12 augusti 2009 - Universal Sigma    | 29             | - Samlingsalbum med B-sidor och otillgängliga låtar från 2005 till 2009 samt en nyversion av "Libra". |
| 2007 | Best of MUCC - 6 juni 2007 - Universal Sigma                                | 24             | - Släppt som vanlig CD-version och i en begränsad 2CD-utgåva. - Släppt i USA. |
| 2007 | Worst of MUCC - 6 juni 2007 - Universal Sigma                               | 25             | |
| 2006 | Cover Parade - 6 juni 2006 - Universal Sigma                                | –              | - Coveralbum. Distribuerades gratis på MUCC:s konsert på Nippon Budokan den 6 juni 2006, förutsatt att man kunde visa upp inlägg från singlarna Gerbera, Ryuusei och albumet 6 samt biljett till konserten. |

*Avser högsta placeringen albumet uppnått på Oricons albumförsäljningslista.

### Livealbum
| År   | Titel | Listplacering* | Noteringar |
| ---- | --- | -------------- | --- |
| 2007 | Psychedelic analysis (サイケデリックアナライシス) - 28 mars 2007 - Universal Sigma                            | 71             | |
| 2004 | Kuchiki no tou live at Roppongi (朽木の灯 ライヴ アット 六本木) - 1 oktober 2004 - Danger Crue/Universal Gear | 131            | - Såldes först via postorder och nedladdning under en begränsad tid och släpptes i butikerna, under Universal Music och med två bonusspår, den 26 januari 2005. |

*Avser högsta placeringen albumet uppnått på Oricons albumförsäljningslista.

### Flerartistalbum
- This Is For You ~ The Yellow Monkey Tribute Album – 9 december 2009
- Detroit Metal City tribute album ~Ikenie metal Mix~ – 28 mars 2008
- Luna Sea Memorial Cover Album -Re:birth- – 19 december 2007
- Rock Nippon Shoji Noriko Selection (ロックNIPPON　東海林のり子セレクション) – 24 januari 2007
- Boøwy Respect – 24 december 2003
- Shock Edge 2001 – 29 september 2001
- Non-Standard File ~@6sight~ – 16 juli 2000
- Hot Indies Best Selection Vol.1 – 25 augusti 1998

### Singlar
| År   | Titel                                                                                                | Listplacering* | Noteringar |
| ---- | --- | -------------- | --- |
| 2011 | Arcadia featuring Daishi Dance (アルカディア featuring Daishi Dance) - 23 november 2011 - Sony Music | –              | - Släppt i en vanlig och en begränsad utgåva. |
| 2010 | Falling Down (フォーリングダウン) - 22 september 2010 - Danger Crue                                  | 12             | - Släppt i en vanlig och en begränsad utgåva med två exklusiva B-spår.                                                                                            |
| 2010 | Yakusoku (約束) - 9 juni 2010 - Danger Crue                                                          | 8              | - Släppt i en vanlig och två begränsade utgåvor varav en CD+DVD. - Titelspåret användes i animeserien Senkou no Night Raid.                                       |
| 2009 | Diorama (ジオラマ) - 25 december 2009 - Danger Crue                                                  | –              | - Endast tillgänglig via Itunes Store. |
| 2009 | Freesia (フリージア) - 25 november 2009 - Danger Crue                                                | 17             | - Släppt i en vanlig och en begränsad utgåva med exklusivt B-spår och en unpluggedversion av titelspåret. - Producerad av L'Arc~en~Ciel-gitarristen Ken Kitamura. |
| 2009 | Sora to ito (空と糸) - 28 januari 2009 - Universal Sigma                                             | 8              | - Släppt i en vanlig och en begränsad CD+DVD-utgåva med exklusivt B-spår. - Producerad av Ken Kitamura.                                                           |
| 2008 | Ageha (アゲハ) - 27 augusti 2008 - Universal Sigma                                                   | 15             | - Släppt i en vanlig och en begränsad CD+DVD-utgåva med exklusivt B-spår. - Producerad av Ken Kitamura.                                                           |
| 2007 | Fuzz (ファズ) - 31 oktober 2007 - Universal Sigma                                                    | 14             | - Både en CD-version och en begränsad CD+DVD-version släpptes. - "Fuzz" återfinns på ljudspåret till filmen Cloverfield.                                          |
| 2007 | Flight (フライト) - 2 maj 2007 - Universal Sigma                                                     | 14             | - En vanlig CD-version med två bonusspår samt en begränsad CD+DVD-version släpptes.                                                                               |
| 2007 | Libra (リブラ) - 21 mars 2007 - Universal Sigma                                                      | 22             | - Släpptes som CD och begränsad CD+DVD. |
| 2006 | Horizont (ホリズント) - 8 november 2006 - Universal Sigma                                            | 14             | - Både en CD-version med ett bonusspår och en begränsad CD+DVD-version släpptes.                                                                                  |
| 2006 | Utagoe (謡声(ウタゴエ)) - 23 oktober 2006 - Universal Sigma                                          | 7              | - Både en CD-version med ett bonusspår och en begränsad CD+DVD-version släpptes.                                                                                  |
| 2006 | Ryuusei (流星) - 24 maj 2006 - Universal Sigma                                                       | 14             | - Släppt i vanlig CD-utgåva med bonusspår och en begränsad CD+DVD-utgåva.                                                                                         |
| 2006 | Gerbera (ガーベラ) - 15 februari 2006 - Universal Sigma                                              | 17             | - Släppt i vanlig CD-utgåva med bonusspår och en begränsad CD+DVD-utgåva.                                                                                         |
| 2005 | Saishuu ressha (最終列車) - 19 oktober 2005 - Universal Sigma                                        | 12             | - Även släppt i Europa. |
| 2005 | Ame no Orchestra (雨のオーケストラ) - 8 juni 2005 - Universal Gear                                   | 20             | |
| 2005 | Kokoro no nai Machi (ココロノナイマチ) - 30 mars 2005 - Universal Gear                               | 20             | |
| 2004 | Monochrome no Keshiki (ﾓﾉｸﾛの景色) - 9 juni 2004 - Universal Gear                                    | 17             | |
| 2004 | Rojiura Boku to Kimi he (路地裏 僕と君へ) - 25 februari 2004 - Universal Gear                        | 34             | |
| 2003 | Waga, arubeki Basho (我、在ルベキ場所) - 20 maj 2003 - Danger Crue/Universal Gear                    | 60 (B) 40 (C)  | - Tre utgåvor släpptes: den 20 maj typ A (begränsad CD+DVD) och den 21 maj typ B (CD med exklusivt bonusspår) och typ C (CD med exklusivt bonusspår).             |
| 2002 | Suisou (水槽) - 9 juni 2002 - Danger Crue                                                            | –              | - Begränsad till 6 900 exemplar. |
| 2002 | Fu wo tataeru uta (負ヲ讃エル謳) - 21 januari 2002 - Danger Crue                                     | –              | - Förstautgåvan (4 spår) var begränsad till 10 000 exemplar och en andrautgåva (3 spår) lanserades den 10 juni 2002.                                              |
| 2001 | Aoban (青盤) - 15 juli 2001 - Misshitsu neurose                                                      | –              | - Begränsad upplaga på 5 000 exemplar. |
| 2001 | Akaban (赤盤) - 15 juli 2001 - Misshitsu neurose                                                     | –              | - Trycktes i endast 5 000 exemplar. |
| 2000 | Shoufu/Hai (娼婦／廃) - 9 juni 2000 - Misshitsu neurose                                              | –              | - Bandets första singel. Begränsad till 5 000 exemplar. |

*Högsta placeringen singeln uppnått på Oricons singelförsäljningslista.

### Demokassetter
- Aka (アカ, övers. Röd) – 24 juli 1999
Distribuerades gratis under bandets första turné "Shinrei taiken bus tour Vol.1" som hölls mellan den 24 juli och den 13 augusti 1999.

1. "Aka" (アカ)

- Shuuka (愁歌, övers. Sorgesång) – 14 februari 1999
Distribuerades under Misshitsu neurose.

1. "Hana" (花)
2. "Dilemma" (ジレンマ)
3. "Koibito" (恋人)
4. "Waltz" (ワルツ)
5. "Ayatori" (あやとり)
6. "Robert no Thema" (ロバートのテーマ)

- Aika (哀歌, övers. Klagosång) – 20 mars 1998
Bandets första demo som släpptes av Misshitsu neurose. Begränsad till 1 500 exemplar.[45]

1. "Kyousoukyoku" (狂想曲)
2. "Kagami" (鏡)

- Tsubasa wo Kudasai (翼をください, övers. Ge mig vingar) – 1 december 1998
Distribuerades gratis, begränsad till 100 exemplar.[45]

1. "Tsubasa wo Kudasai" (翼をください)

- NO!? – 31 december 1997
Distribuerades gratis.

1. "Kyousoukyoku" (狂想曲)
2. "NO!?"

## Videografi

### Musikvideor
Sen gruppens debut för skivbolaget Universal Music, i och med singeln Waga, arubeki Basho, har musikvideor producerats för alla deras singelettor (se diskografi ovan), samt sången "9gatsu 3ka no Kokuin" från albumet Zekuu. Under bandets indieperiod gjordes bara en musikvideo till låten "Zetsubou" från Houmura uta.

### DVD:er
| År   | Titel | Listplacering* | Noteringar |
| ---- | --- | -------------- | --- |
| 2009 | Live chronicle 3 ~"Kyuutai" in Nippon Budokan~ (ライヴクロニクル3～「球体」in日本武道館～) - 23 december 2009                                                 | 95             | - Begränsad dubbel-DVD med liveinspelning från Nippon Budokan den 15 mars 2009. Släpptes även i en standardutgåva den 10 mars 2010. |
| 2009 | The Clips ~track of six nine~ - 5 augusti 2009 | 33             | - DVD med musikvideor till alla bandets singlar från Saishuu ressha till Sora to ito.                                               |
| 2008 | Live chronicle 2 (ライブクロニクル２) - 24 december 2008 | 67             | - Begränsad dubbel-DVD med liveklipp.                                                                                               |
| 2007 | MUCC ~live chronicle~ (MUCC～ライブ クロニクル～) - 28 november 2007                                                                                          | 42             | - Begränsad dubbel-DVD med liveklipp.                                                                                               |
| 2006 | World tour final Nippon Budokan "666" (ワールドツアーファイナル 日本武道館「666」) - 20 december 2006                                                         | 86             | - Begränsad dubbel-DVD med en liveinspelning från Nippon Budokan. En begränsad andraupplaga släpptes den 21 november 2007.          |
| 2006 | Tounan no Houyoku (図南の鵬翼) - 29 mars 2006 | 42             | - Liveversion av Houyoku. Släpptes i en begränsad upplaga och en begränsad andraupplaga släpptes den 21 november 2007.              |
| 2004 | MUCC history DVD the worst (ムックヒストリー DVD ザ・ワースト) - 22 december 2004                                                                             | 75             | - Dokumentär med liveklipp från 1997 och framåt samt musikvideor. Begränsad utgåva.                                                 |
| 2003 | MUCC 2003 natsu no tour "Nihonrettou konton heisei shinnochuu" final NK (ムック弐千参年 夏ノツアー「日本列島混沌平成心ノ中」ファイナル NK) - 10 december 2003 | 47             | - Liveinspelning från Tokyo Bay NK Hall. Begränsad utgåva.                                                                          |

*Avser högsta placeringen albumet uppnått på Oricons DVD-försäljningslista.